# Treinadores do Esporte Clube XV de Novembro (Piracicaba)
Esse artigo contém uma lista, provavelmente incompleta e em ordem cronológica, de treinadores do Esporte Clube XV de Novembro (Piracicaba).

## Período de atuação desconhecido
| Treinador | Período   | Principais feitos |
| --------- | --------- | ----------------- |
| Genê      | [PERDESC] |                   |

## Ordem cronológica

### Amadorismo
| Treinador                                 | Período | Principais feitos |
| ----------------------------------------- | ------- | ----------------- |
| 1913 – 1946: Dados indisponíveis[PERDESC] |         |                   |

### Profissionalismo
Legenda:
     Treinador efetivo
     Treinador interino
 Ascensão
 Rebaixamento
| Treinador                               | Período                 | Principais feitos                                                                        |
| --------------------------------------- | ----------------------- | ---------------------------------------------------------------------------------------- |
| Gregório Suárez                         | 1947                    |                                                                                          |
| Francisco Godoy                         | 1947                    |                                                                                          |
| Humberto Cabelli                        | 1947                    |                                                                                          |
| Moacir de Moraes                        | 1947 – 1948             |                                                                                          |
| Eugênio Vanni                           | 1948 – 1949             |                                                                                          |
| Haroldo Ferreira                        | 1949 – 1950             |                                                                                          |
| Humberto Cabelli                        | 1950                    |                                                                                          |
| Armando Renganeschi                     | 1950                    |                                                                                          |
| Elias Dumit                             | 1950                    |                                                                                          |
| Haroldo Ferreira                        | 1951                    |                                                                                          |
| Moacir de Moraes                        | 1951                    |                                                                                          |
| Humberto Cabelli                        | 1952                    |                                                                                          |
| José Agnelli                            | 1952 – 1954             |                                                                                          |
| Pelegrino Adelmo Begliomini             | 1954                    |                                                                                          |
| Vicente Feola                           | 1954                    |                                                                                          |
| América                                 | 1954                    |                                                                                          |
| Idiarte Massariol                       | 1955                    |                                                                                          |
| Humberto Cabelli                        | 1955                    |                                                                                          |
| Strauss                                 | 1955                    |                                                                                          |
| 1956: Dados indisponíveis[PERDESC]      |                         |                                                                                          |
| Strauss                                 | 1957                    |                                                                                          |
| Manga                                   | 1957                    |                                                                                          |
| Armando Renganeschi                     | 1958                    |                                                                                          |
| Florindo[NOMDESC]                       | 1958 – 1959             |                                                                                          |
| Strauss                                 | 1959                    |                                                                                          |
| Moacir de Moraes                        | 1959                    |                                                                                          |
| Humberto Cabelli                        | 1959                    |                                                                                          |
| Gatão                                   | 1959                    |                                                                                          |
| Francisco Sarno                         | 1960 – 1961             |                                                                                          |
| Remo Januzzi                            | 1961                    |                                                                                          |
| Gatão                                   | 1961                    |                                                                                          |
| Rubens Leite do Canto Braga             | 1962                    |                                                                                          |
| King                                    | 1962 – 1963             |                                                                                          |
| Gilson Silva                            | 1963                    |                                                                                          |
| Pepino                                  | 1963                    |                                                                                          |
| Mané                                    | 1963 – 1964             |                                                                                          |
| Alcides Mañay                           | 1964                    |                                                                                          |
| Gatão                                   | 1964                    |                                                                                          |
| José Agnelli                            | 1964                    |                                                                                          |
| Rubens Leite do Canto Braga             | 1965                    |                                                                                          |
| José Agnelli                            | 1965                    |                                                                                          |
| Gilson Silva                            | 1965                    |                                                                                          |
| Filpo Núñez                             | 1965                    |                                                                                          |
| Pepino                                  | 1966                    |                                                                                          |
| Dema                                    | 1966                    |                                                                                          |
| Gaspar[NOMDESC]                         | 1966                    |                                                                                          |
| Gatão                                   | 1967                    |                                                                                          |
| Alfredinho[NOMDESC]                     | 1967                    |                                                                                          |
| Dema                                    | 1967                    |                                                                                          |
| Armando Renganeschi                     | 1967 – 1968             |                                                                                          |
| Cilinho                                 | 1968                    |                                                                                          |
| Gaspar[NOMDESC]                         | 1968                    |                                                                                          |
| Dema                                    | 1968 – 1969             |                                                                                          |
| Manga                                   | 1969                    |                                                                                          |
| Cilinho                                 | 1969                    |                                                                                          |
| Gaspar[NOMDESC]                         | 1969 – 1970             |                                                                                          |
| Dema                                    | 1970                    |                                                                                          |
| Antônio Julião                          | 1970                    |                                                                                          |
| Fernando Cardinalli                     | 1970                    |                                                                                          |
| Gatão                                   | 1970                    |                                                                                          |
| Branco[NOMDESC]                         | 1971                    |                                                                                          |
| Ari Pacheco                             | 1971                    |                                                                                          |
| Dema                                    | 1971                    |                                                                                          |
| Rubens Braga                            | 1971                    |                                                                                          |
| Branco[NOMDESC]                         | 1971                    |                                                                                          |
| Gaspar[NOMDESC]                         | 1972                    |                                                                                          |
| Orlando Maia                            | 1972                    |                                                                                          |
| Mané                                    | 1972                    |                                                                                          |
| Moacir de Moraes                        | 1972                    |                                                                                          |
| Branco[NOMDESC]                         | 1973                    |                                                                                          |
| Roberto Adamolli                        | 1974                    |                                                                                          |
| Aparecido[NOMDESC]                      | 1974                    |                                                                                          |
| Almeida[NOMDESC]                        | 1974                    |                                                                                          |
| Sérgio Scarpari                         | 1974                    |                                                                                          |
| Orlando Maia                            | 1974                    |                                                                                          |
| Paraguaio                               | 1974                    |                                                                                          |
| Nestor Alves                            | 1974                    |                                                                                          |
| Nestor Alves                            | 1974 – 1975             |                                                                                          |
| Sérgio Scarpari                         | 1974 – 1975             |                                                                                          |
| Dema                                    | 1974 – 1975             |                                                                                          |
| Eduardo Noronha                         | 1976                    |                                                                                          |
| Dema                                    | 1976                    |                                                                                          |
| Adamolli[NOMDESC]                       | 1976                    |                                                                                          |
| Norberto Lopes                          | 1977                    |                                                                                          |
| Dema                                    | 1977 – 1978             |                                                                                          |
| Acácio Abdalla                          | 1978                    |                                                                                          |
| Jorge Ferreira                          | 1978                    |                                                                                          |
| Peixinho                                | 1978                    |                                                                                          |
| Nestor Alves                            | 1978 – 1979             |                                                                                          |
| Candinho                                | 1979                    |                                                                                          |
| Branco[NOMDESC]                         | 1979                    |                                                                                          |
| Adésio de Almeida                       | 1979                    |                                                                                          |
| Sérgio Scarpari                         | 1979                    |                                                                                          |
| Rubens Salles                           | 1980                    |                                                                                          |
| Arizona[NOMDESC]                        | 1980                    |                                                                                          |
| Francisco Sarno                         | 1980                    |                                                                                          |
| Nestor Alves                            | 1980                    |                                                                                          |
| Sérgio Scarpari                         | 1980                    |                                                                                          |
| Servílio de Jesus                       | 1981                    |                                                                                          |
| Sérgio Scarpari                         | 1981                    |                                                                                          |
| Varlei                                  | 1981                    |                                                                                          |
| Dema                                    | 1981                    |                                                                                          |
| Dicão                                   | 1982                    |                                                                                          |
| Milton Buzetto                          | 1982                    |                                                                                          |
| Getúlio Cruz                            | 1983                    |                                                                                          |
| Galdino Machado                         | 1983 – 1984             |                                                                                          |
| Muri                                    | 1984                    |                                                                                          |
| Vicente Arenari                         | 1984                    |                                                                                          |
| Rubens Salles                           | 1984                    |                                                                                          |
| Muri[NOMDESC]                           | 1985                    |                                                                                          |
| Carlos Gainete                          | 1985                    |                                                                                          |
| Julinho Barcelos                        | 1985 – 1986             |                                                                                          |
| Gatão                                   | 1986                    |                                                                                          |
| Muri[NOMDESC]                           | 1986                    |                                                                                          |
| Chicão                                  | 1987                    |                                                                                          |
| Muri[NOMDESC]                           | 1987                    |                                                                                          |
| Alfredo Abrahão                         | 1987                    |                                                                                          |
| José Carlos Serrão                      | 1987                    |                                                                                          |
| 1988–1990: Dados indisponíveis[PERDESC] |                         |                                                                                          |
| Emerson Leão                            | 1991 – 1992             |                                                                                          |
| José Carlos Serrão                      | 1992                    |                                                                                          |
| Rubens Minelli                          | 1993 – 1994             |                                                                                          |
| Hélio dos Anjos                         | 1994                    |                                                                                          |
| José Galli Neto                         | 1994                    |                                                                                          |
| Vadão                                   | 1995 – 1996             |                                                                                          |
| 1997: Dados indisponíveis[PERDESC]      |                         |                                                                                          |
| Adésio de Almeida                       | 1997                    |                                                                                          |
| Ernesto Paulo                           | 1998                    |                                                                                          |
| Toninho Moura                           | 1998 – 1999             |                                                                                          |
| Sérgio Cosme                            | 1999                    |                                                                                          |
| Pedro Rocha                             | 2000                    |                                                                                          |
| 2001–2002: Dados indisponíveis[PERDESC] |                         |                                                                                          |
| Douglas Pimenta                         | 2003 – 2004             |                                                                                          |
| Roberto Fonseca                         | 2004                    |                                                                                          |
| 2005–2006: Dados indisponíveis[PERDESC] |                         |                                                                                          |
| Abelha                                  | 2007                    |                                                                                          |
| Douglas Pimenta                         | 2007                    |                                                                                          |
| 2008: Dados indisponíveis[PERDESC]      |                         |                                                                                          |
| Emerson Alcântara                       | 2009                    |                                                                                          |
| Lelo                                    | 2009                    |                                                                                          |
| Moisés Egert                            | 2009                    |                                                                                          |
| Nei Silva                               | 2009 – 2010             |                                                                                          |
| Moisés Egert                            | 2010                    |                                                                                          |
| Moisés Egert                            | 2010 – 2012             |                                                                                          |
| Estevam Soares                          | 2012                    |                                                                                          |
| Sérgio Guedes                           | 2013                    |                                                                                          |
| Roque Júnior                            | 2014 – 2015             |                                                                                          |
| Toninho Cecílio                         | 2015                    |                                                                                          |
| Betão Soave                             | 2015                    |                                                                                          |
| Claudinho Batista                       | 2015 – 2016             |                                                                                          |
| Cléber Gaúcho                           | 19/05/2016 – 06/03/2017 | 2016: Campeão da Copa Paulista e classificado ao Campeonato Brasileiro - Série D de 2017 |
| Ronaldo Guiaro                          | 12/03/2017 –            |                                                                                          |
| Vica                                    | 2017 – 24/04/2017       |                                                                                          |
| Márcio Fernandes                        | 26/04/2017 – 26/06/2017 |                                                                                          |
| Fahel Junior                            | 2018 – 24/08/2018       |                                                                                          |
| Cléber Gaúcho                           | 24/08/2018 –            |                                                                                          |
| Moisés Egert                            | 2020 – 24/05/2021       |                                                                                          |
| Luciano Dias                            | 2021 – 2022             |                                                                                          |
| Roberto Cavalo                          | 2022 – 2022             |                                                                                          |
| Cléber Gaúcho                           | 02/05/2022 – 19/06/2023 |                                                                                          |
| Leandro Samarone                        | 20/06/2023 – 24/06/2023 |                                                                                          |
| Paulo Roberto Santos                    | 25/06/2023 – 31/03/2024 |                                                                                          |
| Leandro Samarone                        | 22/04/2024 – 05/11/2024 |                                                                                          |
| Moisés Egert                            | 06/11/2024 – atual      |                                                                                          |

## Observações
- NOMDESC ^  Nome do treinador total ou parcialmente desconhecido.
- PERDESC ^  Período de atuação desconhecido.